# Мезон (Од)
Мезо́н (фр. Maisons) — коммуна во Франции, находится в регионе Лангедок — Руссильон. Департамент коммуны — Од. Входит в состав кантона Тюшан. Округ коммуны — Нарбонна.
Код INSEE коммуны — 11213.

## Население
Население коммуны на 2008 год составляло 41 человек.
| 1962 | 1968 | 1975 | 1982 | 1990 | 1999 | 2008 |
| ---- | ---- | ---- | ---- | ---- | ---- | ---- |
| 133  | 111  | 79   | 66   | 61   | 56   | 41   |

## Экономика
В 2007 году среди 22 человек в трудоспособном возрасте (15—64 лет) 8 были экономически активными, 14 — неактивными (показатель активности — 36,4 %, в 1999 году было 61,3 %). Из 8 активных работали 6 человек (3 мужчин и 3 женщины), безработных было 2 (1 мужчина и 1 женщина). Среди 14 неактивных 9 человек были пенсионерами, 5 были неактивными по другим причинам.